# Siegfried Brockmann
Siegfried Brockmann (* 8. Januar 1959 in Marl, Westfalen) ist ein deutscher Unfallforscher und Verkehrsexperte. Fast 18 Jahre leitete er die Unfallforschung der Versicherer (UDV) im Gesamtverband der Deutschen Versicherungswirtschaft (GDV). Dort hat er einen interdisziplinären und verkehrsträgerübergreifenden Ansatz für die Verkehrssicherheitsforschung etabliert. Er ist Geschäftsführer Verkehrssicherheit und Unfallforschung bei der Björn-Steiger-Stiftung.

## Leben
Siegfried Brockmann erlernte nach dem Abitur den Beruf des Kraftfahrzeugmechanikers. Danach studierte er Politische Wissenschaft an der Freien Universität Berlin. Ab 1986 war er in verschiedenen Funktionen unter anderem für die Senatskanzlei und den Verkehrssenator des Landes Berlin tätig. Von 1993 bis 1997 leitete er das Ministerbüro und die Kommunikation des Verkehrs- und Bauministeriums des Landes Brandenburg. Im Jahr 1998 übernahm Brockmann die Kommunikation für den Bereich Schaden- und Unfallversicherung des Gesamtverbandes der Deutschen Versicherungswirtschaft (GDV). Von  2006 bis 2024 war er dort Leiter der Unfallforschung der Versicherer (UDV). Seit Februar 2024 ist er bei der Björn-Steiger-Stiftung für Verkehrssicherheit und Unfallforschung zuständig. Ehrenamtlich ist er beratendes Präsidiumsmitglied der Deutschen Verkehrswacht und Vizepräsident des Deutschen Verkehrssicherheitsrats. 
Brockmann vertritt unter anderem die Auffassung, dass die Einführung eines Tempolimits auf Autobahnen sinnvoll sei.

## Ehrungen
- 2009 Joseph-Ströbl-Preis für Verkehrssicherheit
- 2014 Ehrenzeichen der Deutschen Verkehrswacht e.V. in Gold
- 2016 Goldene Ehrennadel der Deutschen Gesellschaft für Unfallchirurgie (DGU)
- 2017 Verdienstorden der Bundesrepublik Deutschland
- 2019 Goldener Dieselring des Verbandes der Motorjournalisten
- 2022 Senator-Lothar-Danner-Medaille in Gold, verliehen vom Bund gegen Alkohol und Drogen im Straßenverkehr